# Tawisupleba
Tawisupleba (georgisch თავისუფლება; deutsch „Freiheit“) ist der Titel der Nationalhymne Georgiens. Sie wurde am 20. Mai 2004 vom georgischen Parlament verabschiedet und im September desselben Jahres uraufgeführt. Der Text stammt von David Maghradse, die Melodie von Sakaria Paliaschwili. Es handelt sich um ein Arrangement von Motiven aus den Opern Abessalom und Eteri (1919) sowie Daisi (1923). Das Arrangement hat Joseb Ketschaqmadse vorgenommen.
Tawisupleba ersetzt die frühere Nationalhymne Dideba (sezit kurtcheuls). Diese war bereits von der Ersten Republik Georgiens 1918 bis 1921 verwendet worden. Da sich Georgien in der Rechtsnachfolge dieses Staates sieht, hatte man sie 1991 zunächst übernommen.

## Text
Text (in georgischer Schrift):
ჩემი ხატია სამშობლო,

სახატე მთელი ქვეყანა,

განათებული მთა-ბარი,

წილნაყარია ღმერთთანა.

თავისუფლება დღეს ჩვენი

მომავალს უმღერს დიდებას,

ცისკრის ვარსკვლავი ამოდის

და ორ ზღვას შუა ბრწყინდება,

დიდება თავისუფლებას,

თავისუფლებას დიდება.

## Deutsche Transkription
tschemi chatia samschoblo,

sachate mteli kweqana,

ganatebuli mta-bari,

zilnaqaria ghmerttana.

tawisupleba dghes tschweni

momawals umghers didebas,

ziskris warskwlawi amodis

da or sghwas schoris brzqindeba,

dideba tawisuplebas,

tawisuplebas dideba.

## Transkription nach Norm ISO 9984:1996
č’emi xatia samšoblo,

saxate mt’eli k’veqana,

ganat’ebuli mt’a-bari,

cilnaqaria ğmert’t’ana.

t’avisup’leba dğes č’veni

momavals umğers didebas,

c’iskris varskvlavi amodis

da or zğvas šoris brcqindeba,

dideba t’avisup’lebas,

t’avisup’lebas dideba.

## Offizielle Transliteration
chemi khat’ia samshoblo,

sakhat’e mteli kveq’ana,

ganatebuli mta-bari,

ts’ilnaq’aria ghmerttana.

tavisupleba dghes chveni

momavals umghers didebas,

tsisk’ris varsk’vlavi amodis

da or zghvas shoris brts’q’indeba,

dideba tavisuplebas,

tavisuplebas dideba.

## Übersetzung
Meine Heimat ist meine Ikone,

und die ganze Welt ist ihr (Ikonen-) Schrein,

glänzendes Berg- und Tiefland

teilen wir mit Gott.

Unsere heutige Freiheit

lobpreist unsere Zukunft,

der Stern der Morgenröte erscheint

und erleuchtet zwischen den zwei Meeren,

gepriesen sei die Freiheit,

die Freiheit sei gepriesen.